# Frumencio Escudero Arenas
Frumencio Escudero Arenas (ur. 27 października 1947 w Celada del Camino) – hiszpański duchowny rzymskokatolicki posługujący w Ekwadorze, w latach 1992-1998 wikariusz apostolski Puyo.

## Życiorys
Święcenia kapłańskie przyjął 15 sierpnia 1985. 6 października 1992 został mianowany wikariuszem apostolskim Puyo ze stolicą tytularną Cincari. Sakrę biskupią otrzymał 29 listopada 1992. 25 lipca 1998 zrezygnował z urzędu.